# Gardzek
Gardzek (niem. Kleiner Garzen See) – jezioro w Polsce, położone w województwie warmińsko-mazurskim, w powiecie ostródzkim, w gminie Morąg, na południe od osady Prośno.

## Opis
Położone jest w Lasach Taborskich. Powierzchnia jezioro wynosi około 0,5 ha. W połowie XX wieku jezioro było w dużej części zarośnięte.